# R85
R85 (RMC 85) eller HD 269321, är en ensam stjärna och en tänkbar lysande blå variabel belägen i LH-41 OB-föreningen i Stora magellanska molnet (LMC) i södra delen av stjärnbilden Svärdfisken. Den har en skenbar magnitud av ca 10,84 och kräver ett teleskop för att kunna observeras. Baserat på en uppmätt parallax beräknas den befinna sig på ett avstånd av ca 160 000 ljusår (ca 50 000 parsec). Den rör sig bort från solen med heliocentrisk radialhastighet av 292 km/s.

## Observation

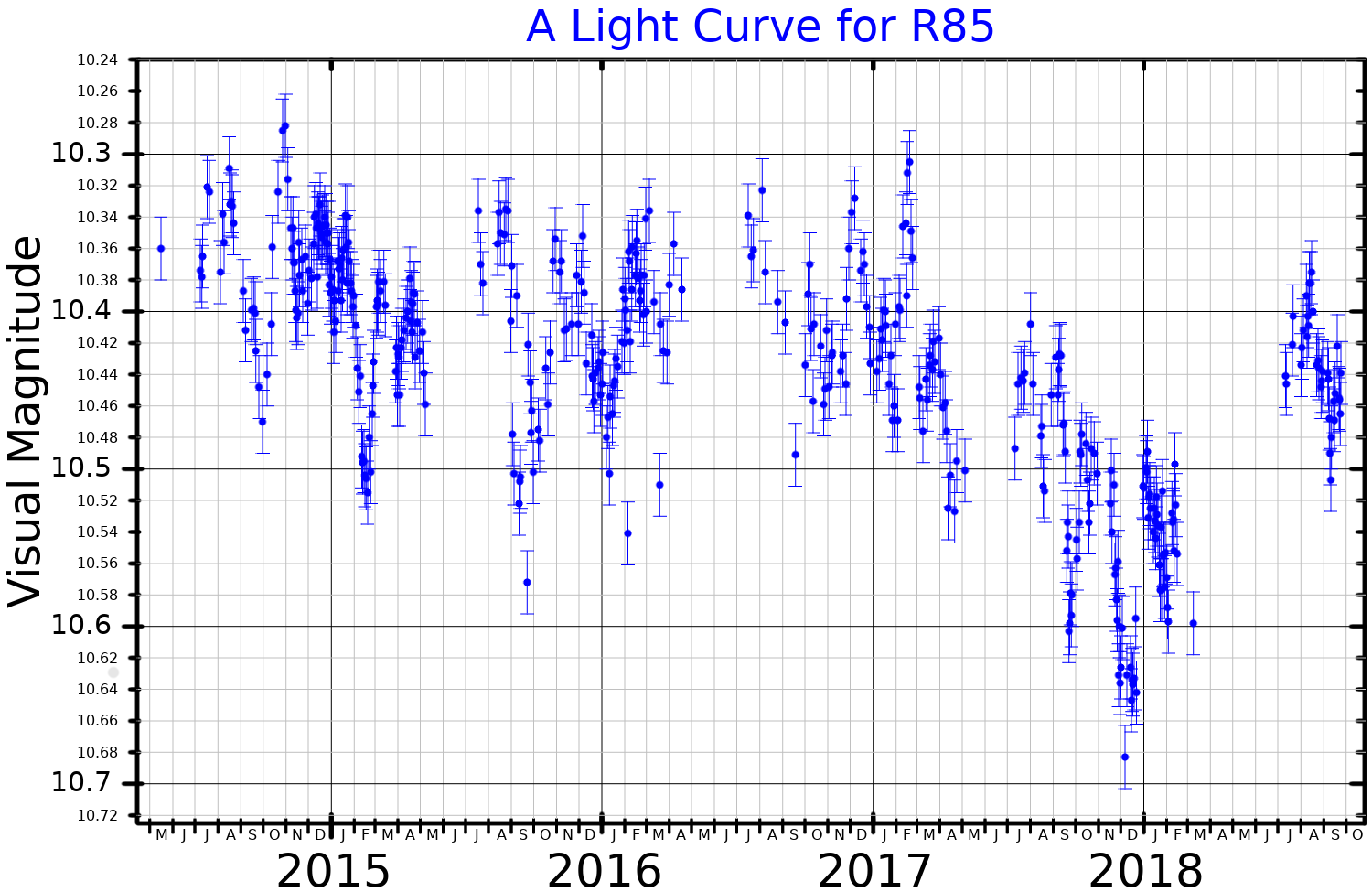
Ljuskurva i visuella bandet för R85, plottad från ASAS-SN-data.

R85 har visat sig variera oregelbundet i ljusstyrka med en amplitud på ca 0,3 magnitud. Den visar variationer på flera tidsskalor, ibland med en distinkt period av 400 dygn. Den har också visat temperaturförändringar under flera år i samband med ljusstyrkaförändringar, en egenskap hos lysande blå variabler.

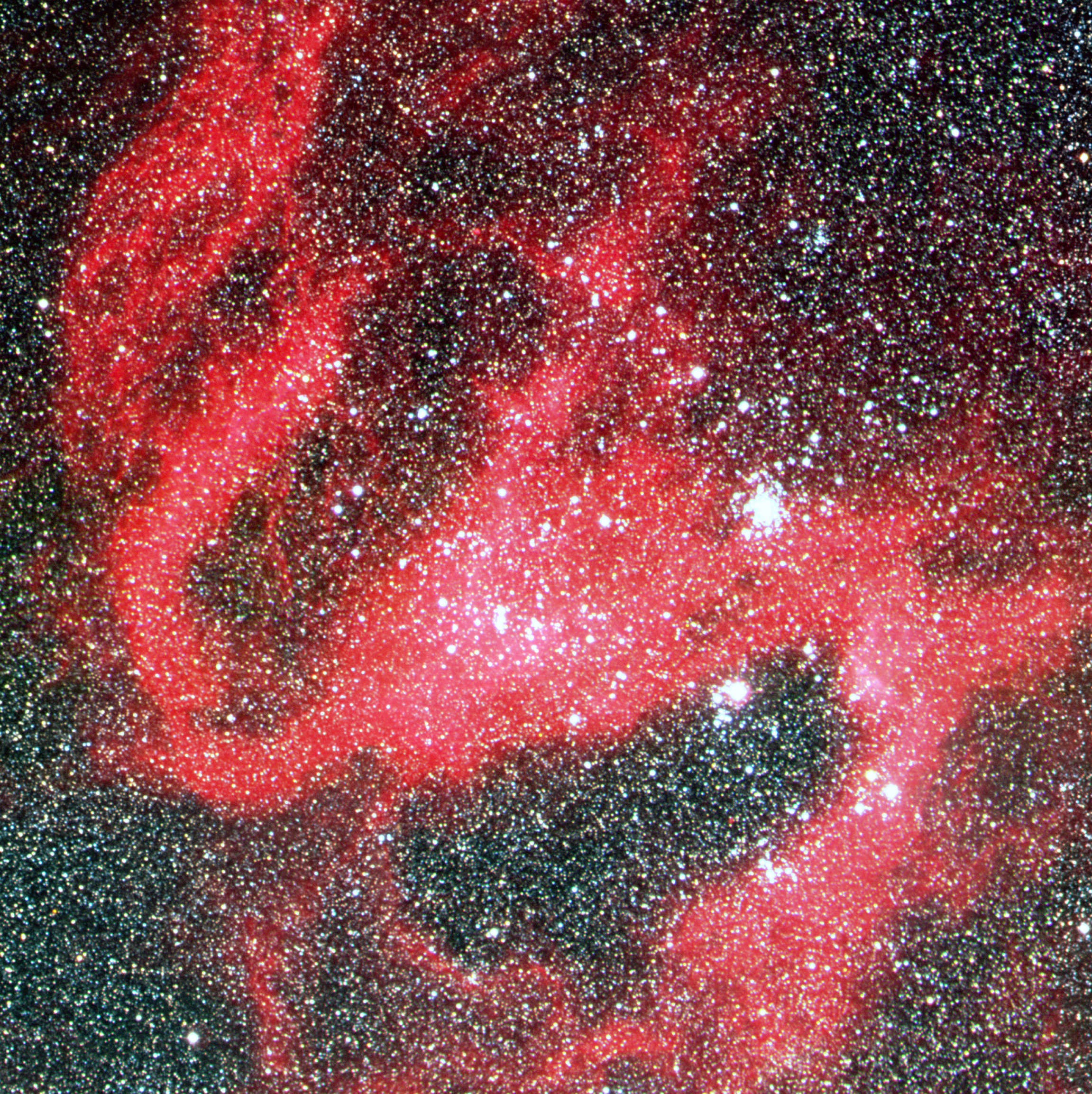
Nebulosan N119. R85 är den ljusaste av den lilla triangeln av stjärnor i den nedre högra "armen".
Foto: ESO

Baserat på R85:s nuvarande egenskaper och evolutionära modeller började den troligen med en initial massa på 28 solmassor. Det är teoretiserat att det gör en bubbla känd som DEM L132a med sin stjärnvind i nebulosan LHA-120 N119, tillsammans med S Doradus. Den har ett överskott av infraröd strålning som överensstämmer med ett bidrag från en stjärnvind.